# Duchesse de Brabant (rose)
'Duchesse de Brabant' (ou 'Comtesse de Labarthe') est un cultivar de rose ancienne de la classe des  hybrides perpétuels obtenu par le rosiériste bordelais Pierre Bernède en 1857.

## Description
Cette rose diploïde très double de 45 pétales environ est d'une agréable couleur rose pâle en forme de coupe pleine et elle est fortement parfumée. Elle arbore des nuances plus pâles au fur et à mesure. C'était la rose préférée du président américain Theodore Roosevelt qu'il portait à sa boutonnière.
Le buisson peut s'élever à 1,20 m et en rosier grimpant il peut atteindre 2,40 m. Il mesure de 60 cm à 90 cm de largeur. Sa floraison se poursuit de la fin du printemps et au début de l'été, puis, de façon éparse, jusqu'au mois d'octobre. 
La zone de rusticité de 'Duchesse de Brabant' est 5b, c'est-à-dire qu'elle peut supporter des hivers de -23,3° à 26°. Elle supporte la mi-ombre. Elle peut être sensible au mildiou.

## Descendance
- Le rosier blanc 'Madame Joseph Schwartz' (Schwartz, 1880), appelé 'White Duchesse de Brabant' dans certains pays anglophones, est un sport[3] de 'Duchesse de Brabant'.
- 'Madame Scipion Cochet' (Cochet, 1872).
- 'Souvenir de Victor Hugo' (Bonnaire, 1884) par croisement avec 'Regulus' (rosier thé, Moreau & Robert, 1860).